# Омро (містечко, Вісконсин)
Омро (англ. Omro) — місто (англ. town) в США, в окрузі Віннебаґо штату Вісконсин. Населення — 2293 особи (2020).

## Демографія
Згідно з переписом 2010 року, у місті мешкало 2116 осіб у 825 домогосподарствах у складі 632 родин. Було 932 помешкання
Расовий склад населення:
| - 98,5 % — білих - 0,4 % — чорних або афроамериканців - 0,1 % — корінних американців - 0,1 % — азіатів |

До двох чи більше рас належало 0,6 %. Частка іспаномовних становила 2,2 % від усіх жителів.
За віковим діапазоном населення розподілялося таким чином: 22,1 % — особи молодші 18 років, 63,4 % — особи у віці 18—64 років, 14,5 % — особи у віці 65 років та старші. Медіана віку мешканця становила 45,6 року. На 100 осіб жіночої статі у місті припадало 107,0 чоловіків;  на 100 жінок у віці від 18 років та старших — 106,5 чоловіків також старших 18 років.
Середній дохід на одне домашнє господарство  становив 98 239 доларів США (медіана — 78 750), а середній дохід на одну сім'ю — 111 923 долари (медіана — 89 342). Медіана доходів становила 56 576 доларів для чоловіків та 47 692 долари для жінок. За межею бідності перебувало 2,3 % осіб, у тому числі 1,7 % дітей у віці до 18 років та 4,8 % осіб у віці 65 років та старших.
Цивільне працевлаштоване населення становило 1280 осіб. Основні галузі зайнятості: освіта, охорона здоров'я та соціальна допомога — 28,1 %, виробництво — 21,5 %, роздрібна торгівля — 9,4 %, фінанси, страхування та нерухомість — 7,7 %.